# 口咽頭エアウェイ
口咽頭エアウェイ（こういんとうエアウェイ、経口エアウェイ、ゲデルエアウェイとも呼ばれる）は、気道確保時に患者の気道を維持または開放するために使用される気道補助器具と呼ばれる医療機器である。舌が喉頭蓋を覆い、呼吸を妨げるのを防ぐ。人が意識を失うと、顎の筋肉が緩み、舌が気道を塞いでしまう。

## 歴史と使用法
口咽頭エアウェイはアメリカの麻酔科医アーサー・ゲデルによって設計された。
口咽頭エアウェイには、幼児から成人までさまざまなサイズがあり、プレホスピタル救護や麻酔後の短期的な気道管理、または用手法では気道を開くことができない場合によく使用される。この機器は、気管挿管が利用できない、推奨されない、または気道の問題が短時間である場合に、認定初療救護者、救急救命士、パラメディック、および他の医療従事者によって利用される。
口咽頭エアウェイは、意識のある人または不完全ながら意識のある人の咽頭反射を刺激する可能性があるため、意識のない人にのみ適応される。咽頭反射の結果、嘔吐が起こり、気道が閉塞する可能性がある。経鼻エアウェイは、咽頭反射を刺激しにくいため、ある程度意識があれば、主に経鼻エアウェイが使用される。
一般に、口咽頭エアウェイは、効果を最大にし、口腔外傷などの合併症の可能性を最小限にするために、正しいサイズを決定して挿入をする必要がある。
1988年、イラン出身のアメリカの麻酔科医アンドラニク・オバサピアンがファイバー挿管時のガイドとしても用いることのできるオバサピアンエアウェイを開発した。
2017年　日本人麻酔科医　讃岐美智義がファイバー挿管のみならず胃管挿入のガイドとしても用いることができ、挿入の容易さを高めたサヌキエアウェイを考案し、フジメディカルから販売されている。

## 挿入方法

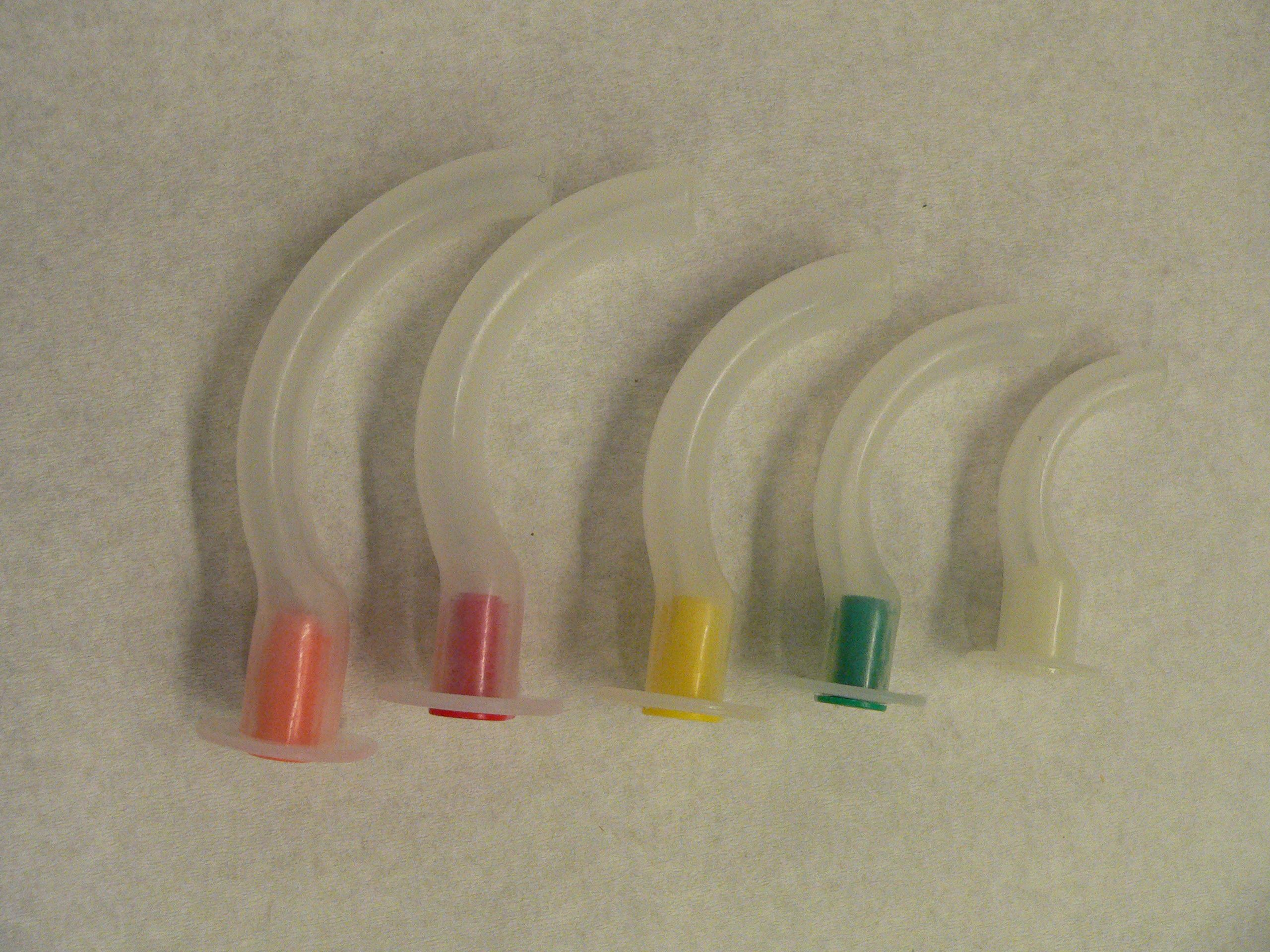
様々なサイズの口咽頭エアウェイ

正しいサイズのOPAを選ぶには、第一上切歯から下顎角までの長さを測る。この長さに近い口咽頭エアウェイを逆向きにして口腔内に挿入する。喉の奥に接触したら、エアウェイを180度回転させ、簡単に挿入できるようにし、舌を確実に固定する。別の挿入方法として、小児・乳児のOPA使用時に推奨されている方法は、舌圧子で舌を前に出し、エアウェイの右側を上にして挿入する方法である。
嚥下反射が回復し、気道の開存状況が改善したら、取り外すか、高度な気道確保器具に代える。取り外しは、回転させずに引っ張るだけでよい。高度な気道確保に移行するのは、その後に全身麻酔下の手術や、集中治療管理を必要とするなど、気道管理を継続的に続ける必要がある状況となる。

## 利点と欠点
口咽頭エアウェイを使用しても、回復体位と気道の継続的な評価の必要性がなくなるわけではないし、液体（血液、唾液、食物、脳脊髄液）による閉塞や声門閉鎖を防ぐわけでもない。しかし、心肺蘇生中や舌の大きな人の換気を促進することができる。

## 主な使用上のリスク
使用の主なリスクは以下の通り：
- 咽頭反射がある場合、嘔吐することがある。
- 大きすぎる場合、声門を閉鎖して、気道を閉鎖してしまうことがある。
- 不適切なサイズの場合、気道に出血することがある。